# Süstedter Bach
Der Süstedter Bach gehört zum Flusssystem der Weser. Mit einer Länge von gut 20 km fließt er ausschließlich im Landkreis Diepholz (Niedersachsen) südlich von Bremen. Er fließt annähernd parallel zum Nordostrand der Syker Geest in einer nacheiszeitlichen Stromrinne der Weser.
Er entspringt in Süstedt (Samtgemeinde Bruchhausen-Vilsen), fließt dann in nördlicher Richtung östlich von Syke-Wachendorf, Gödestorf, Osterholz und Syke-Okel, zeitweise als Grenzfluss zur Samtgemeinde Thedinghausen, wo auch der Blankenwaters Wiesengraben einmündet. Er fließt dann östlich von Weyhe-Sudweyhe und mündet östlich von Weyhe-Kirchweyhe in den Kirchweyher See. Von dort fließt er – zusammen mit der Hache – als Ochtum weiter zur Weser.
In Süstedt befindet sich noch eine Wassermühle („Noltesche Mühle“).